# Municipio de Voorhees (Kansas)
El municipio de Voorhees (en inglés: Voorhees Township) es un municipio ubicado en el condado de Stevens en el estado estadounidense de Kansas. En el año 2010 tenía una población de 191 habitantes y una densidad poblacional de 0,55 personas por km².

## Geografía
El municipio de Voorhees se encuentra ubicado en las coordenadas 37°3′40″N 101°25′13″O / 37.06111, -101.42028. Según la Oficina del Censo de los Estados Unidos, el municipio tiene una superficie total de 349.34 km², de la cual 349,34 km² corresponden a tierra firme y (0 %) 0 km² es agua.

## Demografía
Según el censo de 2010, había 191 personas residiendo en el municipio de Voorhees. La densidad de población era de 0,55 hab./km². De los 191 habitantes, el municipio de Voorhees estaba compuesto por el 86,91 % blancos, el 0,52 % eran amerindios, el 1,05 % eran asiáticos, el 11,52 % eran de otras razas. Del total de la población el 16,75 % eran hispanos o latinos de cualquier raza.